# Кевін Монне-Паке
Кевін Монне-Паке (фр. Kévin Monnet-Paquet, нар. 19 серпня 1988, Бургуен-Жальє) — французький футболіст, нападник клубу «Аріс» (Лімасол).
Грав за молодіжну збірну Франції.

## Клубна кар'єра
У дорослому футболі дебютував 2006 року виступами за команду клубу «Ланс», в якій провів чотири сезони, взявши участь у 93 матчах чемпіонату.  Більшість часу, проведеного у складі «Ланса», був основним гравцем атакувальної ланки команди.
Протягом 2010—2011 років грав на умовах оренди за «Лор'ян», після чого цей клуб уклав з Кевіном повноцінний контракт. Відтоді відіграв за команду з Лор'яна ще три сезони своєї ігрової кар'єри, протягом яких взяв участь у понад 100 матчах.
До складу клубу «Сент-Етьєн» приєднався влітку 2014 року.

## Виступи за збірну
Протягом 2007 року залучався до складу молодіжної збірної Франції. На молодіжному рівні зіграв у 7 офіційних матчах.

## Титули і досягнення
- Чемпіон Кіпру (1):

Аріс: 2022-23